# 271
| 271                |
| ------------------ |
| Dødsfald - Fødsler |
|                    |

| Gregoriansk kalender | 271 CCLXXI              |
| Ab urbe condita      | 1024                    |
| Armensk kalender     | I/T                     |
| Kinesiske kalender   | 2967 – 2968 庚寅 – 辛卯 |
| Etiopisk kalender    | 263 – 264               |
| Jødisk kalender      | 4031 – 4032             |
| Hindukalendere       |                         |
| - Vikram Samvat      | 326 – 327               |
| - Shaka Samvat       | 193 – 194               |
| - Kali Yuga          | 3372 – 3373             |
| Iransk kalender      | 351 BP – 350 BP         |
| Islamisk kalender    | 362 BH – 361 BH         |

Se også 271 (tal)